# Ľubica
Ľubica es un municipio del distrito de Kežmarok en la región de Prešov, Eslovaquia, con una población estimada a final del año 2024 de 4482 habitantes.
Se encuentra ubicado al noroeste de la región, cerca del río Poprad (cuenca hidrográfica del río Vístula) y de la frontera con Polonia.

## Demografía
| Año        | 1994 | 2004     | 2014     | 2024    |
| ---------- | ---- | -------- | -------- | ------- |
| Población  | 3514 | 3947     | 4402     | 4482    |
| Diferencia |      | +12,32 % | +11,52 % | +1,81 % |

| Año        | 2023 | 2024    |
| ---------- | ---- | ------- |
| Población  | 4475 | 4482    |
| Diferencia |      | +0,15 % |